# Râul Piciorul Scurt
Râul Picorul Scurt este un curs de apă, afluent al râului Tazlăul Sărat. 